# Almodis de la Marca

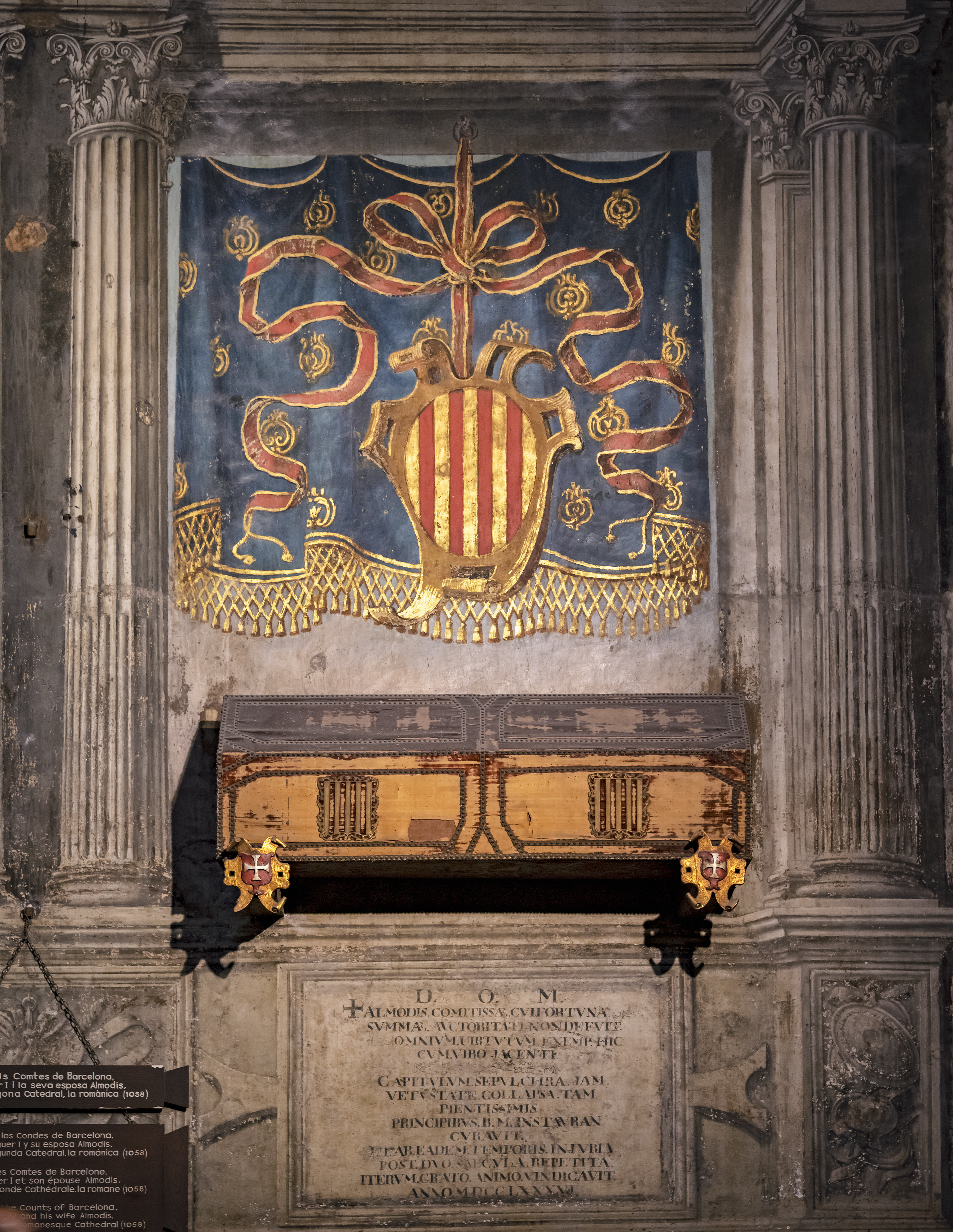
Tumba de Almondis de la Marca

Almodis de la Marca (n. ca. 1020 – Barcelona, 1 de noviembre de 1071) era hija del conde occitano Bernardo I de la Marca y de Amelia de Rasés. Se casó por tercera vez con su secuestrador Ramón Berenguer I de Barcelona y fue asesinada por su hijastro Pedro Ramón de Barcelona.

## Biografía
Almodis de la Marca había nacido hacia 1020, era hija del conde occitano Bernardo I de la Marca, cuyos padres eran descendientes de Carlomagno, y de Amelia de Rasés.
El conde de Barcelona Ramón Berenguer I la secuestró —estando ella casada con el conde Ponce III de Tolosa— y se enlazó con ella en el año 1052, por lo que repudió a la condesa Blanca, su segunda esposa. Esta última apeló al Papa y consiguió el apoyo de la abuela de Ramón Berenguer, la condesa Ermesenda, obteniéndose de Víctor II la excomunión para ambos, hecho que provocó una guerra que no se resolvió hasta finales de 1057.
Esta alianza matrimonial aportaba derechos sobre el Languedoc que reafirmaban las relaciones entre la casa de Barcelona con las tierras más allá de los Pirineos.
Almodis era una mujer madura, hermosa y de una notable formación cultural que se asoció al gobierno de su marido y cooperó con él en la compra de los derechos sobre los condados de Carcasona y Rasés, pero por cuestiones de sucesión se ganó la enemistad de su hijastro Pedro Ramón de Barcelona.
Finalmente su hijastro Pedro la asesinó en Barcelona el 1º de noviembre de 1071.

## Matrimonios y descendencia
- 1) - Se casó en 1038 con Hugo V de Lusignan, pero fue anulado por motivos de consanguinidad, naciendo un hijo:

- Hugo VI de Lusignan (1039-1101)

- 2) - Se volvió a casar en 1040 con el conde Ponce III de Tolosa,[2] y este matrimonio duró unos diez años, naciendo cuatro hijos:
  - Guillermo IV de Tolosa
  - Raimundo IV de Tolosa
  - Hugo, Abad de Saint-Gilles.
  - Almodis, casada en 1066 con el conde Pedro I de Melgueil.

- 3) - Se casó en el año 1052 con su secuestrador, el conde Ramón Berenguer I. La pareja tuvo cuatro hijos:

- Ramón Berenguer II de Barcelona, llamado "Cabeza de Estopa".
- Berenguer Ramón II de Barcelona, hermano gemelo del anterior.
- Inés de Barcelona, casada con el conde Guigues II de Albon.
- Sancha de Barcelona, casada con el conde Guillermo Ramón I de Cerdaña.